# Saeed Juma
Saeed Juma (Al Ain, 8 de julio de 1998) es un futbolista emiratí que juega en la demarcación de lateral derecho para el Al Bataeh Club de la UAE Pro League.

## Selección nacional
Tras jugar en las categorías inferiores de la selección, finalmente hizo su debut con la selección de fútbol de Emiratos Árabes Unidos el 17 de diciembre de 2017 en un encuentro amistoso contra Irak que finalizó con un resultado de 1-0 tras el gol de Ahmed Malallah.

## Clubes
| Club           | País | Año       | Partidos | Goles |
| -------------- | ---- | --------- | -------- | ----- |
| Al Ain FC      | EAU  | 2017-2024 | 154      | 2     |
| Al Bataeh Club | EAU  | 2024-     | 22       | 0     |